# 日本—摩洛哥关系
日本－摩洛哥关系（日语：日本とモロッコの関係）是日本国与摩洛哥王国之间的国际关系。两国于1956年建交。

## 两国概要
|                    | 摩洛哥                   | 日本                                       | 两国差距              |
| ------------------ | ------------------------ | ------------------------------------------ | --------------------- |
| 人口               | 3,603万人（2018年）      | 12,581万人                                 | 日本是摩洛哥的約3.5倍 |
| 面積               | 446,000 km²              | 377,955 km²                                | 摩洛哥是日本的約1.2倍 |
| 首都               | 拉巴特                   | 东京                                       |                       |
| 最大都市           | 卡萨布兰卡               | 東京都区部                                 |                       |
| 政体               | 君主立憲制 单一制 两院制 | 君主立憲制（民主制） 议会内閣制            |                       |
| 公用語             | 阿拉伯语、柏柏尔语       | 日語（事实上）                             |                       |
| 宗教               | 伊斯兰教逊尼派           | 神道教83.9%，佛教71.4%、基督教2%、其他0.6% |                       |
| 民族               | 阿拉伯人，柏柏尔人，其他 | 大和人，阿伊努人，其他                     |                       |
| 旅居对方国家侨民数 | 637人（2019年）          | 350人（2018年）                            |                       |
| GDP（名义）        | 約1,119億美元（2018年）  | 約58,800億美元                             | 日本是摩洛哥的約53倍  |
| 軍費               | 約45億美元（2020年）     | 53,133億日元（2020年）                     | 日本是摩洛哥的約11倍  |

## 历史

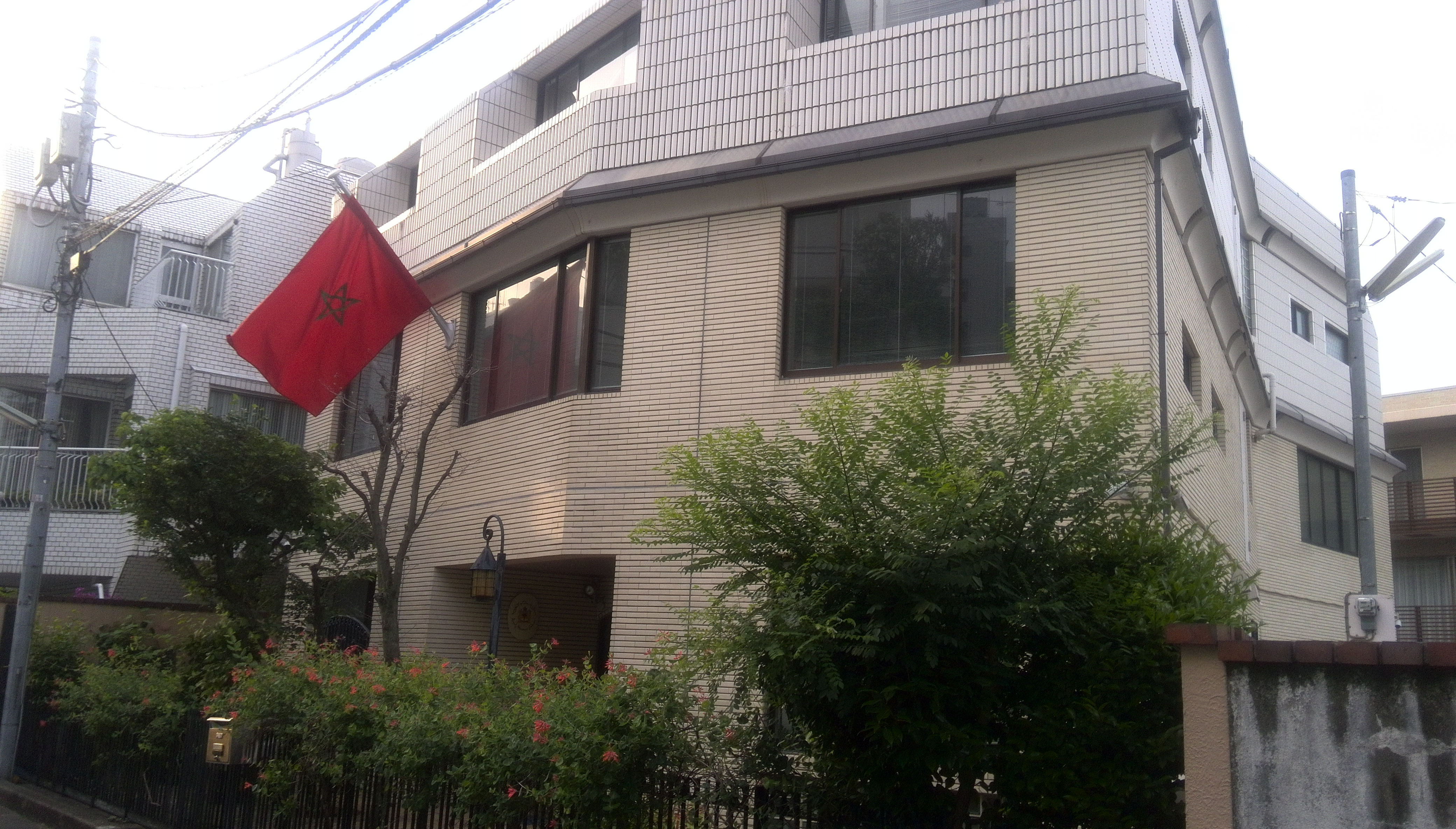
摩洛哥驻日大使館（東京）

日本与摩洛哥的外交接触始于19世纪后半叶哈桑一世时期。1938年，大日本帝国在卡萨布兰卡开设了领事馆。1956年，摩洛哥自法国独立，同年日本即承认摩洛哥独立并与之建交。1961年，日本在摩洛哥首都拉巴特开设日本驻摩洛哥大使馆，1965年摩洛哥也在东京开设了摩洛哥驻日大使馆。2016年为两国邦交60周年，双方开展了一些纪念活动。

## 现状
1987年，摩洛哥王储穆罕默德初次访日，此后摩洛哥王室与日本皇室之间便建立起了密切的联系。
在技术和发展方面，日本以致力于均衡发展和中东北非地区稳定为基本方针，对摩洛哥实施日元贷款、无偿资金协助、派遣专家、开展技术合作项目等帮扶措施。另一方面，摩洛哥也在过去受日本帮扶的渔业、道路养护、保健等各领域积极向非洲其他国家提供支持。因此日摩两国维持着友好的关系。2003年9月，为推进与撒哈拉以南非洲的技术合作，日本与摩洛哥签署了《推进非洲南南合作的日－摩三角技术合作计划》框架文件。对摩洛哥而言，日本是仅次于德国和法国的主要援助国。
摩洛哥与日本的贸易额在非洲各国中位居前列。贸易方面，摩洛哥对日出口额约为15,000余万美元，主要品种为鱼贝类（章鱼和乌贼等）、电子元件、磷矿相关产品和寒天等；摩洛哥对日进口额约为25,900余万美元，主要品种为乘用车、工业用车和机械类产品等。又因为摩洛哥在非洲国家中经济比较宽裕，而且虽为阿拉伯国家但对以色列态度相对缓和，所以有成为日本海外商业据点的潜力。出于这种种原因，2017年日本对摩洛哥的直接投资额高达73万美元。

### 西撒哈拉问题
对于摩洛哥主张拥有主权的西撒哈拉地区，日本政府的态度是既不承认其为独立国家，也不承认摩洛哥对其拥有主权。

## 官方互访

### 出访摩洛哥的日本皇族及首相[1]
- 皇太子德仁亲王（1991）
- 皇族高圓宮憲仁親王（1996，1999，2000）
- 皇族憲仁親王妃久子（1996，2000）

### 出访日本的摩洛哥王室成员及首相[1]
- 国王穆罕默德六世（1987[注 3]，1988[注 3]，2005）
- 王子穆莱·拉希德（1990，2003，2019）
- 公主拉拉·阿米娜（英语：Princess Lalla Amina of Morocco）（2005）
- 王妃拉拉·萨尔玛（2005）
- 首相阿巴斯·法西（英语：Abbas El Fassi）（2008）
- 公主拉拉·哈斯娜（英语：Princess Lalla Hasna of Morocco）（2014，2018）

## 脚注
1. ↑  不含西撒哈拉
2. ↑  日本有许多人兼信佛教和神道教，所以两者加和超过了100%
3. 1 2  当时是王储